# 金子重右衛門
金子 重右衛門（かねこ じゅうえもん、寛延2年（1749年） - 寛政5年7月18日（1793年8月24日））は、江戸時代後期の一揆指導者。

## 経歴・人物
甲斐八代郡金田村の長百姓。
寛政4年（1794年）の太枡騒動の指導者のひとり。首謀者として捕えられ処刑された。重右衛門の他に綿塚村三沢重右衛門は獄門、熊野村鮎沢勘兵衛は死罪、南八代村矢崎惣兵衛は流罪となった。